# Parafia Miłosierdzia Bożego w Dociszkach
Parafia Miłosierdzia Bożego w Dociszkach – rzymskokatolicka parafia znajdująca się w diecezji grodzieńskiej, w dekanacie Raduń, na Białorusi.

## Historia
Do 1995 Dociszki należały do parafii św. Piotra Apostoła w Solecznikach. Po rozpadzie Związku Sowieckiego parafia została przedzielona białorusko-litewską granicą państwową, a kościół parafialny znalazł się na Litwie. W 1992 w prywatnym domu w Dociszkach urządzono kaplicę obsługiwaną przez księży z Solecznik. W 1995 w Dociszkach erygowano parafię i rozpoczęto budowę kościoła, którą ukończono w 1998. Głównym sponsorem budowy był kołchoz Za Ojczyznę. 17 listopada 2002 świątynię konsekrował biskup grodzieński Aleksander Kaszkiewicz.